# Metropolitan Motor Manufacturing
Die Metropolitan Motor Manufacturing Co. Ltd. war ein britischer Automobilhersteller in Fulham (London). 1901–1906 wurden dort Wagen unterschiedlicher Größe gebaut. Nur zwei Modelle sind dokumentiert.
1901 entstand ein kleines Zweizylindermodell, von dem aber keine weiteren Daten bekannt sind.
1906 wurde der Metropolitan 40 hp mit Reihensechszylindermotor angeboten. Sein Hubraum betrug 8,5 l.

## Quelle
- David Culshaw & Peter Horrobin: The Complete Catalogue of British Cars 1895–1975. Veloce Publishing plc. Dorchester (1999). ISBN 1-874105-93-6